# Wessam Abou Ali
Wessam Abou Ali (en arabe : وسام أبو علي) né le 4 janvier 1999 à Aalborg au Danemark, est un footballeur international palestinien qui évolue au poste d'avant-centre au Columbus Crew.

## Biographie

### En club
Abou Ali a rejoint le plus grand club de la région, Aalborg BK à l’âge de six ans, des années plus tard, il a fait ses débuts en senior en Superligaen le 15 mars 2018 contre l'AC Horsens. Il a marqué son premier but senior le 22 avril 2018 contre le FC Midtjylland.
Le 23 août 2019, Abou Ali a été prêté au club de 1. Division, le Vendsyssel FF pour le reste de l'année 2019. Le 5 janvier 2020, il a été confirmé qu'il continuerait à Vendsyssel pour la saison suivante.
Le 9 septembre 2020, Abou Ali a rejoint le club de 1. Division nouvellement relégué le Silkeborg IF pour un contrat de quatre ans et demi jusqu'à fin 2024.
À la recherche de plus de temps de jeu, Abou Ali est revenu au Vendsyssel FF le 1er septembre 2021, signant un contrat jusqu'en juin 2025. Lors de ses débuts contre le Lyngby BK le 12 septembre, Abou Ali s'est soudainement effondré à la 59e minute sur le terrain et a été transporté à l'hôpital. Deux jours plus tard, il est sorti de l'hôpital et a commencé sa rééducation. Le 15 février 2022, lors d'un match amical contre le Dynamo Moscou, Abou Ali a dû sortir du terrain sur une civière et conduit à l'hôpital après avoir subi une perforation d'un poumon.
Le 13 juillet 2023, il a été confirmé qu'Abou Ali avait rejoint le club suédois de l'IK Sirius en Allsvenskan, pour un contrat jusqu'à fin 2027.
Le 11 janvier 2024, Abou Ali rejoint le club égyptien d'Al Ahly SC en signant un contrat de quatre ans et demi, pour un montant annoncé de 2 millions d'euros.
Le 29 octobre 2024, il célèbre son but contre Al-Aïn (3-0), lors du deuxième tour de la Coupe intercontinentale de la FIFA, en imitant la pose de Yahya Sinwar, le chef du Hamas, tué deux semaines plus tôt par Israël. 

### En sélection
Né au Danemark, Abou Ali est d'origine palestinienne. Il est international pour le Danemark en catégories de jeunes. Le 27 mars 2024, la Fédération de Palestine de football a annoncé l'approbation par la FIFA de son changement de nationalité sportive, lui ouvrant ainsi la voie pour jouer avec l'Équipe nationale palestinienne.
Il a fait ses débuts en équipe nationale le 6 juin 2024 lors des Éliminatoires pour la Coupe du Monde 2026 contre le Liban au Stade Jassim-bin-Hamad au Qatar.

## Palmarès
Al Ahly SC (2 titres)
- Ligue des champions de la CAF en 2024.
- Championnat d'Égypte en 2024.